# Liwno
Liwno (Zabór Duży) – jezioro o powierzchni 31 hektarów. Położone w powiecie zielonogórskim, na terenie gminy Zabór. Jest to płytki akwen typu stawowego.